# Elizabeth Jeffreys
Elizabeth Jeffreys (ur. 22 lipca 1941, zm. 12 września 2023) – brytyjska historyk, bizantynolog, profesor Uniwersytetu Oksfordzkiego. 

## Życiorys
Absolwentka filologii klasycznej w Girton College (Cambridge) (1963) i średniowiecznej w St Anne’s College w Oksfordzie. Po ukończeniu studiów uczyła filologii klasycznej w Mary Datchelor School w Londynie (1965–1969), następnie prowadziła badania na Instytucie Warburga (1969–1972). Po stypendiach w Dumbarton Oaks w Waszyngtonie (1973–1974) i na uniwersytecie w Janinie (Grecja) (1974–1976) w latach 1976–1996 pracowała naukowo w Australii, gdzie zasłużyła się dla rozwoju studiów nad Bizancjum. 
W 1996 objęła po Cyrilu Mango stanowisko profesora filologii bizantyńskiej i nowogreckiej w Exeter College na Uniwersytecie w Oksfordzie. W 2006 wraz z Anthonym Bryerem przewodniczyła XXI Międzynarodowemu Kongresowi Studiów Bizantynologicznych w Londynie. Przeszła na emeryturę w 2006, kontynuując prace nad tłumaczeniem dwunastowiecznej bizantyńskiej poezji dworskiej przypisywanej Manganeiosowi Prodromosowi.
Opublikowała liczne edycje i przekłady źródeł, w tym edycję krytyczną eposu o Digenisie Akrycie oraz pierwszą edycję Romansu o Troi Benoît de Sainte-Maure'a i listów mnicha Iakovosa. Do jej ważniejszych prac należą studia nad kroniką Jana Malalasa (VI w.), nad bizantyńskimi romansami, poezją i przekazem ustnym, a także nad bizantyńską terminologią z zakresu floty wojennej (VI–XII w.).

## Wybrane publikacje książkowe
- Byzantine Papers: Proceedings of the First Australian Byzantine Studies Conference, Canberra, May 1978 (red. z Michaelem Jeffreysem i Ann Moffatt), Australian National University, 1981. ISBN 0-86784-009-9
- Popular literature in late Byzantium (z Michaelem Jeffreysem), Variorum Reprints, 1983. ISBN 0-86078-118-6
- The Chronicle of John Malalas (przekład, z Michaelem Jeffreysem i Rogerem Scottem), Australian Association for Byzantine Studies, 1986. ISBN 0-9593626-2-2
- Studies in John Malalas (red. z Brianem Croke'em i Rogerem Scottem), Australian Association for Byzantine Studies, 1990. ISBN 0-9593626-5-7
- Ho Polemos tes Troados (The War of Troy) (z Manolisem Papathomopoulosem), MIET, 1996; ISBN 960-250-118-9
- Digenis Akritis: the Grottaferrata and Escorial versions (edycja i przekład), Cambridge University Press, 1998. ISBN 0-521-39472-4
- Through the looking glass: Byzantium through British eyes: Papers from the twenty-ninth Spring Symposium of Byzantine Studies, London, March 1995 (red. z Robinem Cormackiem), Ashgate, 2000. ISBN 0-86078-667-6
- Rhetoric in Byzantium: Papers from the thirty-fifth Spring Symposium of Byzantine Studies, Exeter College, Oxford, March 2001 (red.), Ashgate, 2003. ISBN 0-7546-3453-1
- Byzantine Style, Religion, and Civilization: In Honour of Sir Steven Runciman (red.), Cambridge University Press, 2006. ISBN 0-521-83445-7
- The Age of the Dromon: The Byzantine Navy ca 500–1204 (z Johnem Pryorem), Brill, 2006. ISBN 90-04-15197-4
- Oxford Handbook of Byzantine Studies (z Robinem Cormackiem i Johnem Haldonem, Oxford University Press, 2008. ISBN 0-19-925246-7
- Iacobi Monachi Epistulae (edycja), Brepols, 2009. ISBN 2-503-40681-5
- Four Byzantine novels (przekład), Liverpool University Press, 2012. ISBN 1-84631-825-4

## Publikacje w języku polskim
- Literatura w dwunastowiecznym Konstantynopolu - zmiana kierunków?, przeł. Andrzej Kompa, „Przegląd Nauk Historycznych” 8 (2009), nr 2, s. 5-21.